# Аспропіргос
Аспропіргос (грец. Ασπρόπυργος) — муніципалітет в Греції, передмістя Афін, розташоване за 20 км на північний захід від Афін, в центральній частині Тріасійської рівнини.

## Етимологія назви
Назва міста походить від двох грецьких слів Άσπρο, що перекладається як білий, та Πύργος, яке означає вежа. Отже, Ασπρόπυργος — Біла Вежа.

## Населення
| Рік  | Населення |
| ---- | --------- |
| 1981 | 12 541    |
| 1991 | 15 715    |
| 2001 | 27 741    |

## Економіка
Аспропіргос — типово промислове місто із майже нерозвиненим сільсько-господарським сектором. Aspropyrgos Refinery — найбільше в Греції промислове підприємство з переробки нафти, розташоване в південному районі міста. Річна виробнича потужність становить 135 000 барелів на добу (або 21 500 м³/день). Як наслідок забруднення довкілля залишається однією з найгострішою проблемою для муніципалітету. Нафтопереробний завод включає також власне депо, залізничні шляхи, а також док у південно-західній частині.

## Транспорт
Розвинене поромне сполучення через Скарамангійську затоку у містечку Скараманга у складі муніципалітету Аспропіргос. Шосе на заході сполучає із Хаїдарі, на сході з Егалео. За кілька кілометрів на північ розташований автобан Аттікі-Одос.